# Nová Role
Nová Role − miasto w Czechach, w kraju karlowarskim. Według danych z 31 grudnia 2007 powierzchnia miasta wynosiła 1 353 ha, a liczba jego mieszkańców 4 063 osób.
W mieście jest stacja kolejowa Nová Role.

## Demografia
| Rok             | 1970  | 1980  | 1991  | 2001  | 2003  |
| --------------- | ----- | ----- | ----- | ----- | ----- |
| Liczba ludności | 4 578 | 4 467 | 3 888 | 4 048 | 4 047 |

Źródło: Czeski Urząd Statystyczny